# Brassavola flagellaris
Espèce
Statut CITES
Brassavola flagellaris est une espèce d'orchidées du genre Brassavola originaire du Brésil.